# Marodördroppar
Marodördroppar, Liquor fuliginis foetidus, var förr upptagna i Svenska farmakopén och användes i dos av en tesked åt personer, som "maroderade", det vill säga låtsades vara sjuka för att slippa ifrån sin tjänstgöring såsom beväringar eller dylikt Marodördroppar bereddes av "alkaliska sotdroppar" (se Glanssot) genom tillsats av dyvelsträck. Den vidriga smaken föranledde vanligen "marodören" att snart förklara sig frisk för att bli befriad från vidare medicinering.